# Đông Thạch

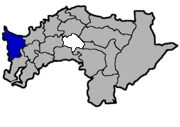
Vị trí tại huyện Gia Nghĩa

Đông Thạch (tiếng Trung: 東石鄉; bính âm: Dōngshí Xiāng) là một hương (xã) của huyện Gia Nghĩa, tỉnh Đài Loan, Trung Hoa Dân Quốc (Đài Loan). Hương nằm ở ven biển phía tây bắc của huyện và được thành lập từ năm 1950. Tổng diện tích của Đông Thạch là 81,5821 km², dân số vào tháng 8 năm 2011 là 27.276 người thuộc 9.512 hộ gia đình, mật độ cư trú đạt 334,3 người/km².